# Gruzovce
Gruzovce – wieś (obec) na Słowacji położona w kraju preszowskim, w powiecie Humenné. Pierwsze wzmianki o miejscowości pochodzą z roku 1568.
Według danych z dnia 31 grudnia 2010, wieś zamieszkiwały 123 osoby, w tym 63 kobiety i 60 mężczyzn.
W 2001 roku względem narodowości i przynależności etnicznej wszyscy mieszkańcy deklarowali się jako Słowacy.